# Squalius ghigii
Squalius ghigii es una especie de peces de la familia de los
Cyprinidae en el orden de los Cypriniformes.

## Morfología
- Los machos pueden llegar alcanzar los 6,5 cm de longitud total.[2][3]

## Alimentación
Come invertebrados y plantas.

## Hábitat
Es un pez de agua dulce y de clima templado.5 °C-30 °C).

## Distribución geográfica
Se encuentra en Rodas (Grecia) y el suroeste de Anatolia (Turquía).

## Estado de conservación
Se encuentra amenazado de extinción debido a la extracción de agua.